# Protoribates spinosus
Protoribates spinosus är en kvalsterart som först beskrevs av Fujita 1989.  Protoribates spinosus ingår i släktet Protoribates och familjen Protoribatidae. Inga underarter finns listade i Catalogue of Life.